# Polar (film)
Polar este un film de acțiune american realizat ca adaptare a seriei de benzi desenate noir comic cu același nume. Este regizat de Jonas Åkerlund și se bazează pe un scenariu scris de Jayson Rothwell. Filmul îi are în distribuție pe Mads Mikkelsen, Vanessa Hudgens, Katheryn Winnick și Matt Lucas. A avut premiera pe Netflix pe 25 ianuarie 2019.

## Prezentare
Undeva în Chile, un fost asasin recent pensionat este omorât la domiciliul său impunător de către un grup de foști colegi de muncă, aflați sub comanda domnului Blut, angajatorul său. Odată ce angajații săi ajung la vârsta de cincizeci de ani, Blut este obligat să le plătească pensii de milioane de dolari. Cu toate acestea, Blut intenționează să transforme acest lucru într-un profit prin uciderea lor înainte ca aceștia să ajungă la vârsta respectivă, caz în care pensiile lor vor reveni companiei sale, Damocles.
Duncan (Mads Mikkelsen) este la 14 zile distanță de pensionare și intenționează să se stabilească într-un mic oraș suburban într-o locație nedezvăluită. Duncan era considerat cel mai temut asasin din lume, deși este bântuit de coșmarurile recurente despre momentul în care a ucis o familie, cu excepția fetei tinere pe care Duncan a lăsat-o în viață. Cunoscut drept „kaiserul negru”, Duncan se împrietenește cu Camille, o femeie tânără și timidă, ușor speriată, pe care Duncan o învață mai târziu să folosească o armă și să se pregătească pentru atac.
Blut îl trimite pe Duncan într-o misiune în Belarus pentru a ucide o țintă care ar fi responsabilă de uciderea celorlalți asasini. Cu toate acestea, Duncan acționează înainte să-i spună lui Blut și descoperă că el este adevărata țintă. În ciuda faptului că și-a acoperit bine traseele, Duncan este urmărit datorită donațiilor mari pe care le-a făcut de-a lungul timpului. Într-o noapte, asasinii lui Blut îl atacă pe Duncan în casa lui, dar reușește să răstoarne situația și să-i omoare pe toți. Aflând despre răpirea Camillei, Duncan se duce la fostul său mentor, Porter (Richard Dreyfuss), fiind însă trădat și drogat de acesta înainte de a afla orice informație.
Duncan este torturat timp de trei zile de către Blut, pierzându-și ochiul stâng. Duncan reușește în cele din urmă să scape, grav rănit și merge la o veche iubită, Jasmine, pentru a se vindeca și pentru a lua arme. Viviane, o altă fostă iubită a lui Duncan, conduce un grup pentru a-l ataca pe Duncan atunci când el se oferă să se predea în schimbul lui Camille, dar Duncan elimină întreaga echipă folosind arme controlate de la distanță cu mâna realizate de Jasmine. Ceilalți oameni din preajma lui Blut îl părăsesc pe acest în loc să lupte împotriva lui Duncan, iar Duncan îl decapitează pe Blut ca represalii pentru acțiunile sale.
Descoperind-o pe Camille puternic drogată, Duncan stă de pază lângă ea, dar se trezește în dimineața următoare observând că aceasta dispărut. Căutând în camera sa, el găsește ziare vechi de douăzeci de ani în care sunt articole despre  moartea familiei despre care are coșmaruri și cecuri de 200.000 de dolari. Camille dezvăluie că este fiica tânără a familiei pe care a omorât-o și care fusese cruțată de Duncan, el fiind cel care a avut grijă să nu îi lipsească nimic din punct de vedere financiar, dar totul făcut de la distanță. Bântuită de crime, Camille l-a urmărit pe Duncan dorind să se răzbune pe acest. Cu toate că Camille încearcă, nu este în stare să-l ucidă pe Duncan. Duncan promite să o ajute pe Camille să încerce să afle cine a comandat uciderea tatălui ei.

## Distribuție
- Mads Mikkelsen în rolul Duncan Vizla
- Vanessa Hudgens în rolul Camille
- Katheryn Winnick în rolul Vivian
- Matt Lucas în rolul domnului Blut
- Josh Cruddas în rolul Alexei[3][4]
- Ruby O. Fee în rolul Sindy[3][4]
- Anthony Grant în rolul Facundo[3][4]
- Robert Maillet în rolul Karl
- Fei Ren în rolul Hilde[3][4]
- Inga Cadranel în rolul Regina
- Pedro Miguel Arce în rolul Pedro Gonzalez Gonzales
- Johnny Knoxville în rolul Michael Green
- Richard Dreyfuss în rolul Porter